# 이현필
이현필(李鉉弼, 1913 ~ 1964)은 한국의 개신교 종교인이자 교육자로, 일제강점기에 기독교 영성운동을 전개하였다.
1913년 전라남도 화순군 도암면 출신으로, 1925년 돈을 벌러 간 나주에서 일본인 무교회주의자의 전도로 기독교인이 되었다. 1927년에는 도암면 천태산에서 수도생활을 하던 이세종(李世鐘)의 제자가 되어 금욕과 순결, 청빈을 추구하는 수도자의 생활을 전수받았다. 1940년에는 출가하여 화순군 도암면 청소골에 들어가 산중에서 기도와 성경공부에 매진하였는데 당시 제도권의 기성교회를 비판하며 그에 감동받은 추종자들을 얻었다.
해방 이후에는 고아원인 동광원(東光園)을 비롯하여 빈민구제소, 결핵 요양소 등 사회복지기관 설립에 관여하였다. 그러면서도 그는 제자들과 탁발과 노동을 하며 금욕주의적인 수도 공동체 운동을 지도하였다. 1964년 결핵으로 별세하였다. 그가 세운 동광원과 귀일원은 제자들에 의해 오늘날까지 이어지고 있으며, 1977년 엄두섭 목사의 『맨발의 성자 이현필전』이 출판되면서 ‘한국의 프란체스코’, ‘맨발의 성자’로서 주목받았다.

## 참고 문헌
- 이현필 - 한국민족문화대백과사전